# Peak Phosphor

Weltweiter Phosphatabbau seit 1900

Peak Phosphor, Peak Phosphorus oder Phosphorfördermaximum (engl. peak phosphorus, von englisch 'peak' (Berggipfel) und 'phosphorus' (Phosphor)), bezeichnet den Zeitpunkt, bei welchem die maximale globale Phosphatproduktion erreicht wird. Phosphor ist eine knappe, endliche und für die Herstellung von Düngemitteln unabdingbare Ressource auf der Erde und größere Mengen können nur aus dem Gestein Phosphorit gewonnen werden. Einigen Forschern zufolge werden die weltweiten Phosphorreserven in 50–100 Jahren ausgebeutet und der Peak Phosphor um 2030 erreicht sein. Eine für die Ernährung der Weltbevölkerung ausreichende Produktion von Düngemitteln wäre nach dem Versiegen der Phosphorreserven dann somit nicht mehr möglich. Im starken Kontrast dazu schätzte das der Düngemittelindustrie nahestehende International Fertilizer Development Center im Jahr 2010, dass die Phosphoritreserven mehrere hundert Jahre reichen werden. Geringe Mengen verwertbarer Phosphate biologischen Ursprungs sind die Ablagerungen von Guano in der Nähe von Vogel- oder Fledermausbrutplätzen. Die phosphathaltigen Ausscheidungen anderer Säugetiere sind schwierig zu nutzen, es werden aber bereits Versuche zur effektiven direkten Anwendung tierischer Ausscheidungen und zur Phosphatgewinnung aus menschlichem Urin unternommen.

## Verwendung von Phosphor
Die Nutzung der Phosphorreserven ist eng mit der Lebensmittelproduktion aus Pflanzen verbunden. Phosphor ist ein unverzichtbarer Pflanzennährstoff. Düngung mit Fäkalien, die relativ viel Phosphat enthalten, ist weniger effektiv als Kunstdünger und setzt eine Viehwirtschaft voraus. Eine Rückkehr zur Düngung mit menschlichen Exkrementen erhöht die Gefahr von Parasiteninfektionen in der Bevölkerung. Es gibt keine Alternativen oder synthetische Erzeugnisse, welche Phosphor im Kunstdünger ersetzen könnten.

## Historische Verknappung der Guano-Reserven
Im Jahr 1609 schrieb Inca Garcilaso de la Vega das Buch Comentarios Reales, in welchem er viele agrikulturelle Praktiken der Inkas und die Benutzung von Guano als Dünger vor der Ankunft der Spanier beschrieb. Wie Garcilaso beschrieb, benutzten die küstennahen Inkas Guano als Dünger. Nachdem er es vor der Küste von Inseln vor Südamerika entdeckt hatte, führte Alexander von Humboldt im frühen 19. Jahrhundert Guano als eine Quelle für landwirtschaftlichen Dünger nach Europa ein. Es wurde berichtet, dass der Guano vor seiner Entdeckung auf manchen Inseln mehr als 30 Meter dick war. Der Guano wurde von den Moche als eine Düngerquelle in Minen abgebaut und per Boot nach Peru gebracht. Ein internationaler Handel startete erst nach 1840. Mit dem Beginn des 20. Jahrhunderts wurde Guano nahezu vollständig ausgebeutet und schließlich als Dünger von aus Phosphatgestein gewonnenem Calciumdihydrogenphosphat ersetzt.

## Geschätzte Phosphoritreserven
Die genaue Bestimmung des Peak Phosphorus ist abhängig von der genauen Kenntnis über die gesamten Phosphoritreserven und der zukünftigen Nachfrage. Obwohl viele Schätzungen über das Auftreten des Peak Phosphorus gemacht wurden, sind viele von ihnen durch die ungenaue Kenntnis über die Mengen der weltweiten Phosphoritreserven getrübt. Dies wird vor allem durch das Misstrauen den Berichten der Phosphatminen gegenüber hervorgerufen, demnach diese Werte aufbliesen, um ihre wirtschaftlichen Interessen zu schützen. Im Jahr 2012 schätzte die United States Geological Survey (USGS), dass die weltweiten Phosphoritreserven 71 Milliarden Tonnen und die geförderten Mengen 0,19 Milliarden Tonnen betragen. Diese Schätzungen, obwohl sie mit erheblichen Unsicherheiten belastet sind und nicht unabhängig geprüft wurden, haben Besorgnis erregt.
Die Reserven beziehen sich auf den mithilfe des aktuellen Marktpreises berechneten Betrag. Phosphor hat einen Massenanteil von 0,1 % des durchschnittlichen Gesteins, während die typische Konzentration in Pflanzen zwischen 0,03 % und 0,2 % liegt, womit sich mehrere Billiarden Tonnen in der 3·1019 Tonnen schweren Erdkruste befinden. Es ist jedoch zumeist nicht wirtschaftlich, die Ablagerungen mit den niedrigeren Konzentrationen abzubauen. Andererseits ändert sich die relative Wirtschaftlichkeit sowohl mit der Schwankung im Marktpreis für Phosphate als auch mit der Entwicklung neuer bzw. kosteneffizienterer Förder- und Aufbereitungsmethoden für phosphathaltiges Gestein.
Einer Quelle zufolge wird es ohne neue Vorkommen von hochwertigem Phosphorit in den nächsten 50–100 Jahren massive Probleme in der Landwirtschaft geben. Der Global Phosphorus Research Initiative (GPRI) zufolge werden die Reserven 75 bis 200 Jahre reichen. Daher ist das Entwickeln von Formen der Landwirtschaft, in denen die Erhaltung von Nährstoffen eine wichtige Rolle spielt, bereits ein essentieller Teil der Forschung.
Der GPRI zufolge verschwinden 8 bis 15 Millionen Tonnen Phosphor jedes Jahr durch Auswaschung ins Meer.

## Einsparung und Wiederverwertung

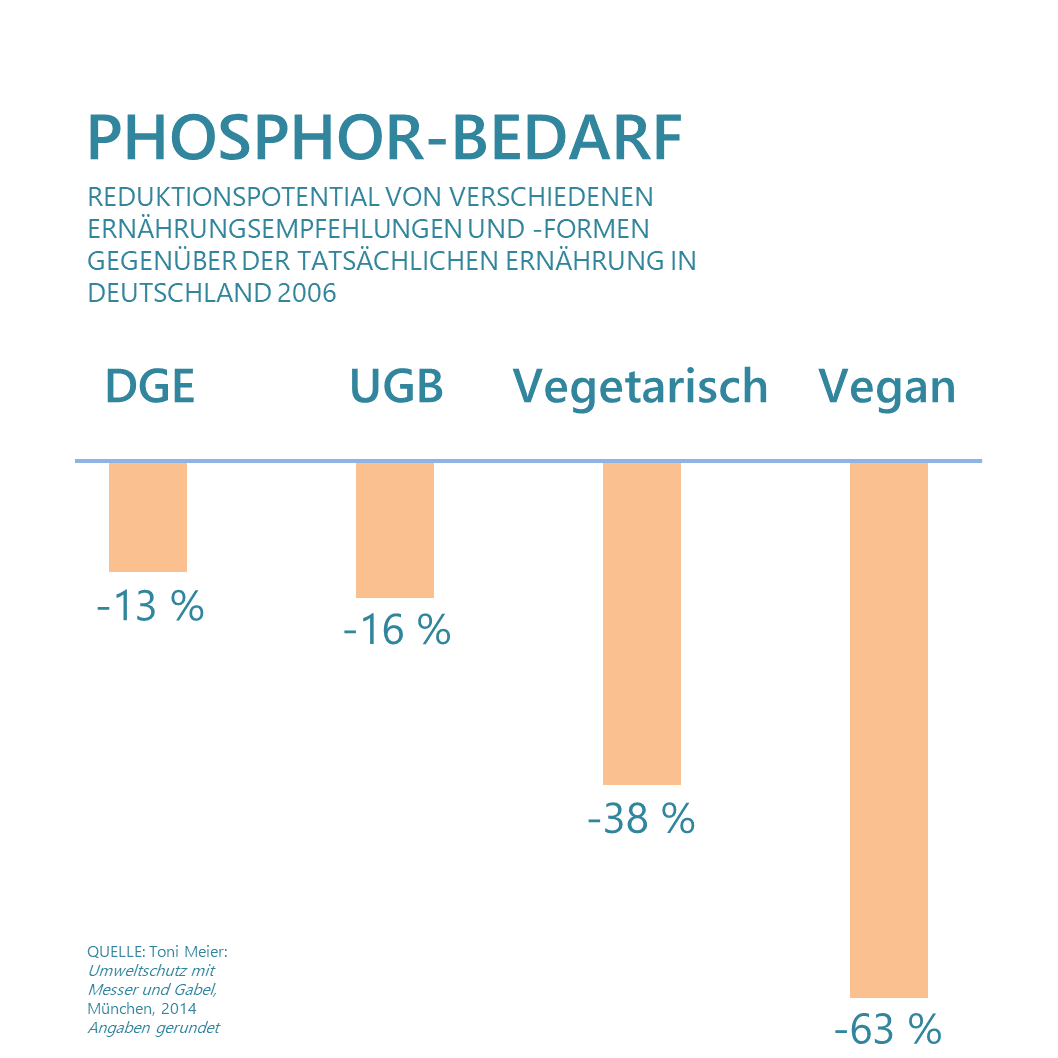
Tierprodukte benötigen viel Phosphor. Die Grafik zeigt einen Vergleich des Phosphor-Bedarfs für verschiedene Ernährungsformen, welche den Konsum von Tierprodukten reduzieren. DGE (Deutsche Gesellschaft für Ernährung), UGB (Unabhängige Gesundheitsberatung), vegetarisch und vegan.

Die Herstellung von Tierprodukten benötigt viel Phosphor. Ernährungsformen, welche den Konsum von Tierprodukten reduzieren und stärker pflanzlich ausgerichtet sind, sparen Phosphor ein. Auch die Vermeidung von Lebensmittelverschwendung ("food waste") trägt dazu bei, Phosphor einzusparen.
Beim Anbau entziehen Nutzpflanzen dem Boden Phosphor. Eine große Menge Phosphor wird in Form von Nahrungsmitteln um die Welt transportiert. Der Phosphatgehalt im Essen wird in den Kot überführt und letztendlich in die Meere gespült.
Im Bemühen, das Auftreten des Peak Phosphorus zu verschieben, werden viele Möglichkeiten erprobt, den Phosphor zu recyceln und den Verbrauch zu senken. Das Senken der Erosion auf dem Feld kann die Frequenz verlangsamen, in dem Bauern wieder Phosphor ausbringen müssen. Landwirtschaftliche Methoden wie Direktsaat, Terrassen und die Benutzung von Windschutzhecken helfen dabei, die Auswaschung des Phosphors zu reduzieren. Auch eine Umstellung von Ernährungsgewohnheiten könnte den Phosphorverbrauch deutlich reduzieren. Dies betrifft insbesondere eine weitgehende Umstellung auf eine vegetarische Lebensweise, da in der Lieferkette von Fleisch etwa 16 mal so viel Phosphor anfällt wie in der Lieferkette pflanzlicher Produkte. Diese Strategien sind jedoch noch immer auf das periodische Beimengen von Phosphor mit der Erde angewiesen.
Die älteste Methode des Phosphor-Recyclings ist das Verwenden menschlicher und tierischer Ausscheidungen. Dabei wird der Phosphor über das Essen aufgenommen und durch die Exkremente ausgeschieden, welche anschließend gesammelt und wieder auf die Felder ausgebracht werden. Obwohl diese Methode von den Zivilisationen über Jahrhunderte verwendet wurde, ist das aktuelle System der Verwertung von Exkrementen logistisch nicht in größeren Skalen auf Felder anwendbar. Außerdem besteht bei der direkten Verwendung menschlicher Ausscheidungen die Gefahr der Weiterverbreitung von Parasiten. Zurzeit kann die Verwendung von Ausscheidungen die Nachfrage der Agrarwirtschaft nach Phosphor nicht decken. Dennoch ist dies die effizienteste Methode, um benutzten Phosphor zu recyclen und ihn der Erde zurückzuführen. In Deutschland gilt seit 2017 eine neue Klärschlammverordnung, die unter anderem eine Phosphor-Recyclingpflicht für die meisten Kläranlagen vorsieht.
Integrierte Agrarsysteme, welche tierische Quellen für die Düngung der Feldfrüchten verwenden, existieren in kleineren Maßstäben. Eine Anwendung dieser auf größere Maßstäbe ist eine Alternative, um Nährstoffe bereitzustellen, obwohl dies weitläufige Veränderungen in der modernen Düngemittelindustrie bedeuten würde. Andere und weniger effiziente Methoden wurden auch bereits getestet. Durch die Behandlung von phosphorreichen Materialien wie Klärschlämmen und Gülle kann Struvit als phosphat- und stickstoffhaltiges Düngemittel erzeugt werden. Einige Firmen, im Bereich der Klärschlammbehandlung zum Beispiel NuReSys, verwenden diese Technik bereits, um Phosphat zurückzugewinnen.
Die Soil Association, ein britischer Biolandbau Zertifizierungs- und Lobbyverband, regte in dem 2010 veröffentlichten Report „A rock and a Hard Place“ zum vermehrten Recycling von Phosphor an. Eine mögliche Lösung ist das Recycling von menschlichen und tierischen Ausscheidungen in größeren Maßstäben.